# Manuela Grochowiak-Schmieding

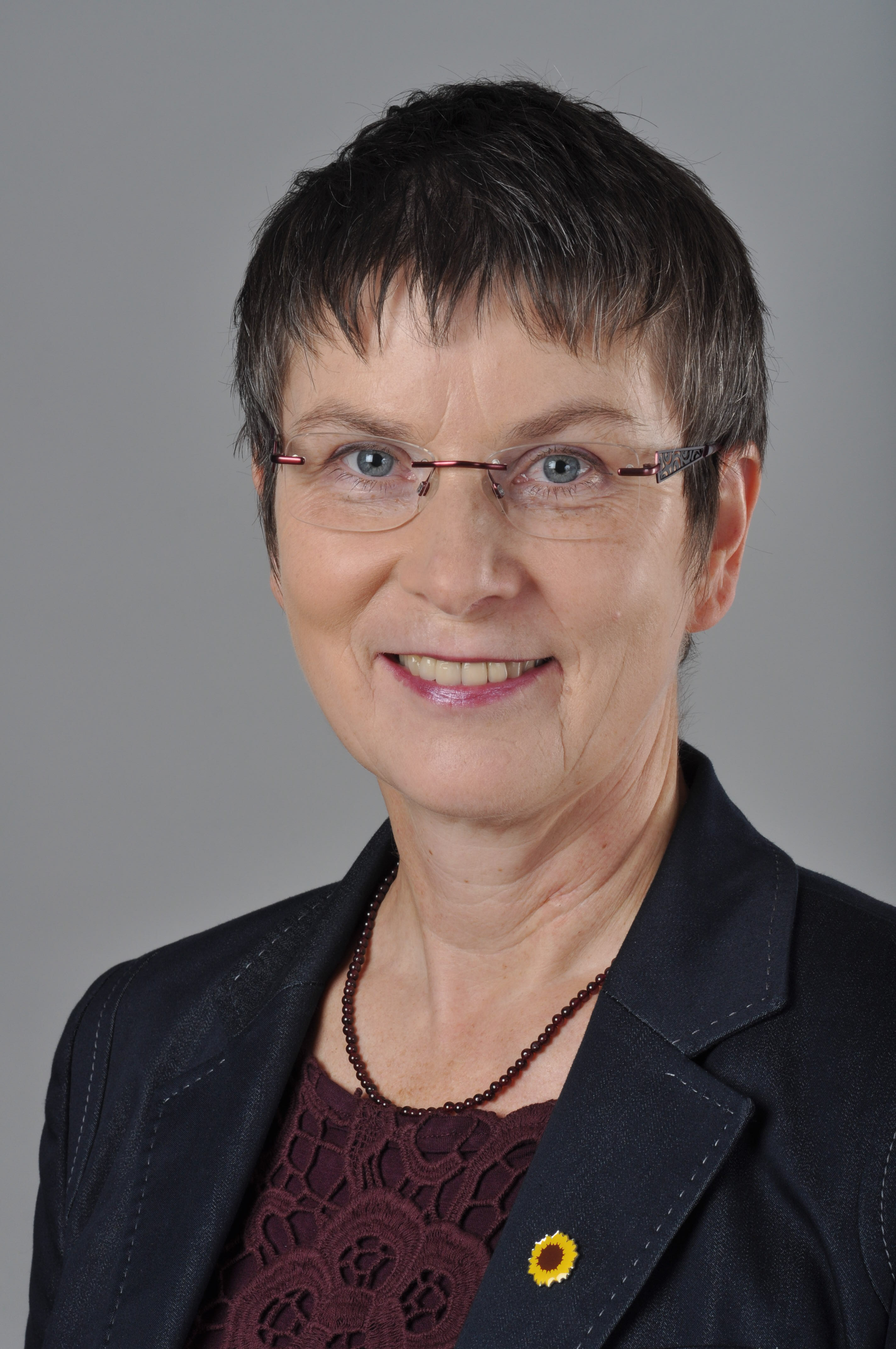
Manuela Grochowiak-Schmieding (2013)

Manuela Grochowiak-Schmieding (* 24. Januar 1959 in Niederlahnstein) ist eine deutsche Politikerin (Bündnis 90/Die Grünen).

## Ausbildung und Beruf
Manuela Grochowiak-Schmieding hat in Neuwied eine Berufsausbildung zur Krankenschwester absolviert und auf der Intensivstation des Krankenhauses gearbeitet. Nach 13 Jahren Berufstätigkeit in Berlin zog sie 1992 nach Oerlinghausen. Sie engagierte sich bei verschiedenen ehrenamtliche Tätigkeiten: Gründung einer Mutter/Kindgruppe in Lipperreihe, Mitarbeit in Agenda-Gruppe, Gründung der ersten Nabu-Kindergruppe, Ferienspielangebot seit 10 Jahren, Mitarbeit bei Lernort Natur usw. 1998 begann sie als Museumspädagogin im Archäologischen Freilichtmuseum Oerlinghausen. Sie ist verheiratet und hat zwei Töchter. Sie besitzt einen Jagdschein, Segelflugschein sowie Segelschein.

## Politische Tätigkeit
Grochwiak-Schmieding ist seit 1998 aktiv bei Bündnis 90/Die Grünen. Von 1999 bis 2011 war sie Ratsmitglied im Stadtrat von Oerlinghausen und von 2001 bis 2011 dortige Fraktionssprecherin. Von 2004 bis 2012 war sie Mitglied des Kreistages Lippe und stellvertretende Landrätin. Seit 2008 ist sie Sprecherin des Kreisverbandes Lippe von Bündnis 90/Die Grünen. Bei der Kommunalwahl 2009 trat sie als Bürgermeisterkandidatin an und 2010 als Direktkandidatin zur Landtagswahl.
Bei den Landtagswahlen in Nordrhein-Westfalen 2012 kandidierte Grochwiak-Schmieding erneut für das Direktmandat im Landtagswahlkreis Lippe I, bei der sie aber unterlag. Ihre Listenplatzierung auf der Reserveliste der Grünen reichte nicht für den direkten Einzug in das Landesparlament aus. Bedingt durch die Trennung von Amt und Mandat rückte sie für Johannes Remmel im November 2012 als Abgeordnete in den Landtag nach.

## Abgeordnete
Seit dem 2. November 2012 war Grochwiak-Schmieding Mitglied des Landtags von Nordrhein-Westfalen. Sie war die sozialpolitische Sprecherin der grünen Fraktion und Mitglied im Ausschuss für Arbeit, Gesundheit und Soziales. Sie war stellvertretendes Mitglied im Kulturausschuss sowie in der Verfassungskommission. Aufgrund des Verlust ihres Mandats bei der Landtagswahl 2017 gehört sie dem neuen Landtag nicht mehr an.